# 시즈오까조선초중급학교
시즈오까조선초중급학교(일본어: 静岡朝鮮初中級学校 시즈오카 조선 초중급학교[*])는 일본 시즈오카현에 위치한 조선학교이다.

## 연혁
- 1964년 개교
- 1982년 유치반 설치
- 1994년 하마마쓰 조선 초중급학교 통합

## 학과
- 중급부
- 초급부